# Кульёган (приток Оби)
Кульёган (устар. Куль-Ёган) — река в Ханты-Мансийском АО России, левый приток Оби.
Река извилиста, протекает по Васюганью. Питание реки смешанное, в основном снеговое. Устье реки Кульёган находится в 1632 км по левому берегу Оби, в протоке Кирьяс. Длина реки составляет 342 км.

## Притоки
(км от устья)
- 20 км: Ивана Степановича (лв) (длина 69 км)
- 22 км: река без названия (лв)
- 27 км: Тарка (лв)
- 71 км: Окуневка (лв)
- Афонькина (лв)
- 101 км: Летняя (лв)
- 109 км: Энтль-Моккунъях (лв) (длина 123 км)
- Митигль (пр)
- 124 км: Мохтикова (пр)
- 125 км: Вандыпигль (лв)
- 138 км: Кутпыртыпигль (лв)
- 147 км: Энтльигль (лв)
- Нёрыметценигль (лв)
- 166 км: Рангъяха (пр)
- 175 км: Энтль-Нёгусъях (лв) (длина 76 км)
- 185 км: Сугмутенъях (лв)
- 195 км: Кулинъёган (пр)
- 222 км: Кулунсап (лв)
- 228 км: Патеренигль (лв)
- 242 км: Нёримигль (пр)
- Берёзовая (пр)
- 302 км: Поньжа (лв)
- 313 км: Соболиная (пр)
- 320 км: Еловая (лв)

## Данные водного реестра
По данным государственного водного реестра России относится к Верхнеобскому бассейновому округу, водохозяйственный участок реки — Обь от впадения реки Вах до города Нефтеюганск, речной подбассейн реки — Обь ниже Ваха до впадения Иртыша. Речной бассейн реки — (Верхняя) Обь до впадения Иртыша.